# Duitse Bocht

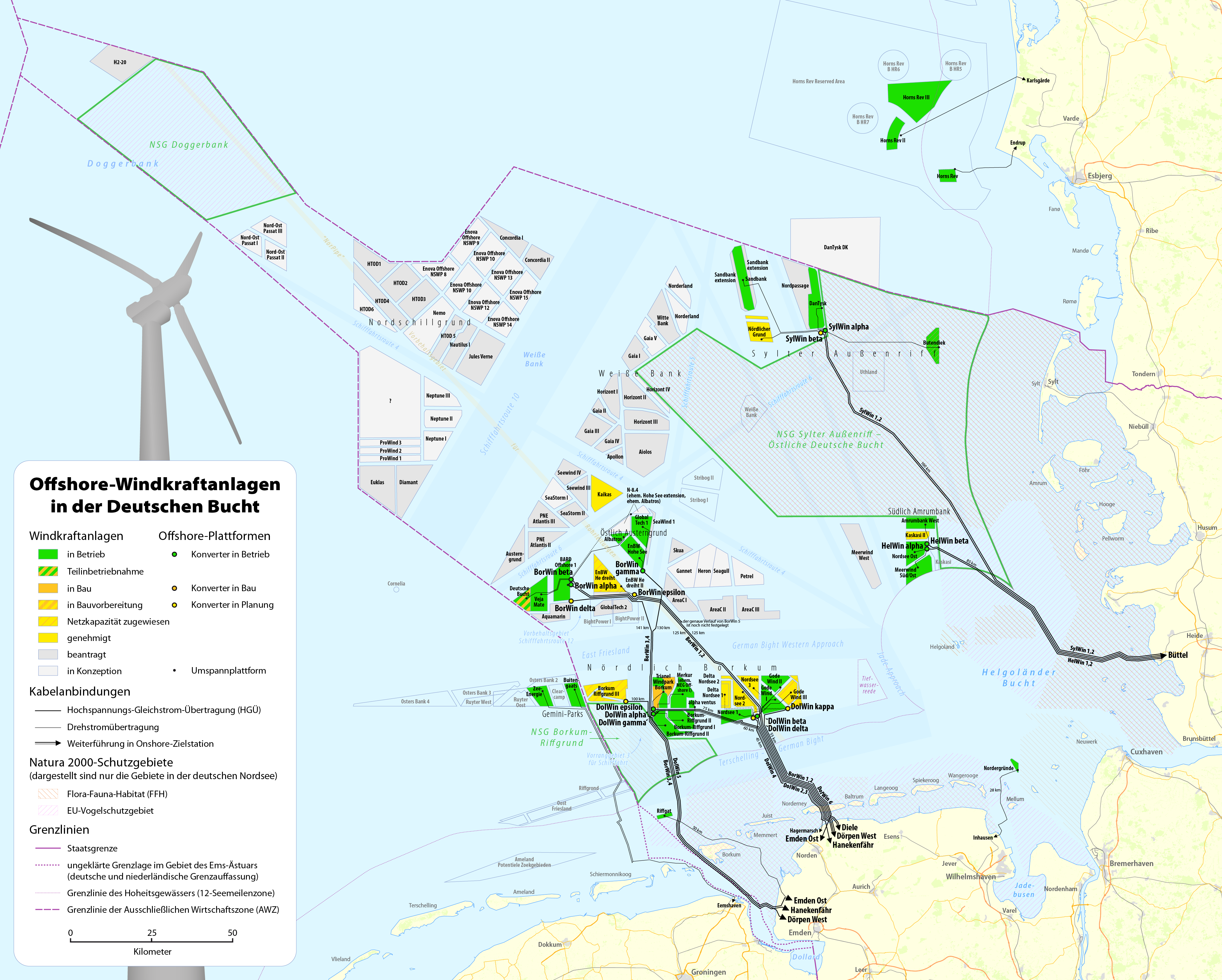
Kaart met windmolenparken

De Duitse Bocht (Duits: Deutsche Bucht, Fries: Dútske Bocht, Deens: Tyske Bugt) is het zuidoostelijke deel van de Noordzee.

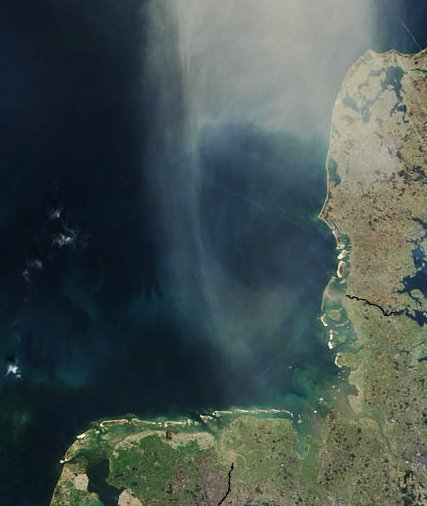
Satellietopname van de Duitse bocht

De Duitse Bocht wordt begrensd door Nederlandse en Duitse Waddeneilanden in het zuiden en het Deense schiereiland Jutland in het oosten. In het noorden en westen vormt de Doggersbank de begrenzing van de Duitse Bocht.
De Duitse Bocht ligt op het continentaal plat. Het gedeelte van de Duitse Bocht ten zuidoosten van Helgoland wordt ook aangeduid als de Bocht van Helgoland. Hier is de zee tot 56 meter diep.
Het Sylter Buitenrif vormt een deel van de Duitse Bocht.

## Economie
Langs het zuiden van de Duitse Bocht loopt de drukke scheepvaartroute tussen de monding van de Elbe en het Nauw van Calais. Aan de Duitse noordkust liggen diverse havens, Hamburg, Bremerhaven, Cuxhaven en Wilhelmshaven, die door veel schepen worden aangedaan. Het is ook een aantrekkelijk gebied voor de bouw van offshore windparken.

## Depressies
De Duitse Bocht ligt regelmatig op de route van depressies die via IJsland, Schotland en Denemarken naar Nederland komen, zoals de storm die de watersnood van 1953 veroorzaakte. Ook de Sint-Elisabethsvloed (1421) en de Allerheiligenvloed (1570) kwamen via de Duitse Bocht naar Nederland.